# Гитман, Лев Абрамович
Лев Абра́мович Ги́тман (1922—1979) — красноармеец, участник Великой Отечественной войны, фронтовик, Герой Советского Союза (1943; в наградном листе был ошибочно записан как Лев Александрович Гитман). Был награждён орденами Ленина (1943), Красной Звезды (1943), медалью «За отвагу». Лишён всех званий и наград в связи с осуждением.

## Биография
Лев Гитман родился 25 марта 1922 года в городе Екатеринослав. По национальности еврей. После окончания средней школы получил специальность слесаря.
В 1941 году Гитман был призван в Рабоче-Крестьянскую Красную Армию, несмотря на то, что, будучи больным тяжёлым хроническим плевритом, призыву не подлежал (при призыве скрыл болезнь и заявил об утере военного билета). Принимал участие в обороне Кавказа. В 1942 году Гитман вступил в ВКП(б).
На 26 сентября 1943 года Гитман занимал должность разведчика 496-й отдельной разведывательной роты 236-й стрелковой дивизии 46-й армии Степного фронта. В ночь на 26 сентября 1943 года в составе группы из восемнадцати разведчиков дивизии форсировал реку Днепр в районе села Сошиновка Верхнеднепровского района Днепропетровской области Украинской ССР. Бесшумно ликвидировав передовой пост, разведчикам удалось пройти вглубь вражеской территории. На западном берегу Днепра ими был захвачен плацдарм. Утром немцам удалось обнаружить советскую разведгруппу. В бою, длившемся более четырёх часов, Гитман лично уничтожил несколько немецких солдат, был тяжело ранен. Из восемнадцати разведчиков семеро остались в живых и сумели удержать плацдарм до подхода подкрепления.
Указом Президиума Верховного Совета СССР от 1 ноября 1943 года за «образцовое выполнение боевого задания командования в борьбе с немецко-фашистскими захватчиками и проявленные при этом мужество и героизм» Лев Гитман был удостоен высокого звания Героя Советского Союза с вручением ордена Ленина и медали «Золотая Звезда» за номером 3694.
В течение нескольких месяцев после тяжёлого ранения Гитман лечился в госпитале в Горьком. Летом 1944 года медицинская комиссия признала его инвалидом Великой Отечественной войны 1-й группы. После увольнения Гитман работал мастером производственного обучения в мастерских детского интерната. Работал в Днепропетровске, затем некоторое время в Риге, затем вновь вернулся в Днепропетровск.
В 1958 году Гитман был обвинён в хищении государственной собственности — обрезков листового металла на сумму 86 рублей 70 копеек. Гитман был обвинён в том, что, работая учителем труда в школе, он разрешил ученикам забрать домой поделки, изготовленные ими в школьной мастерской из обрезков металла (даже при том, что по закону эти обрезки должны быть списаны с баланса школы в момент поступления в мастерскую). На первом судебном слушании был оправдан, однако на втором его приговорили к 10 годам лишения свободы. Указом Президиума Верховного Совета СССР от 5 сентября 1960 года за совершение поступков, порочащих звание Героя, Гитман был лишён всех званий и наград.
3 марта 1961 года Гитман был освобождён по амнистии, после чего работал слесарем в сборочном цеху завода «Красный металлист». Несмотря на многочисленные ходатайства, Гитману не были возвращены его боевые награды. Умер 1 марта 1979 года в Днепропетровске. Похоронен там же на Сурско-Литовском кладбище.